# Briqueville

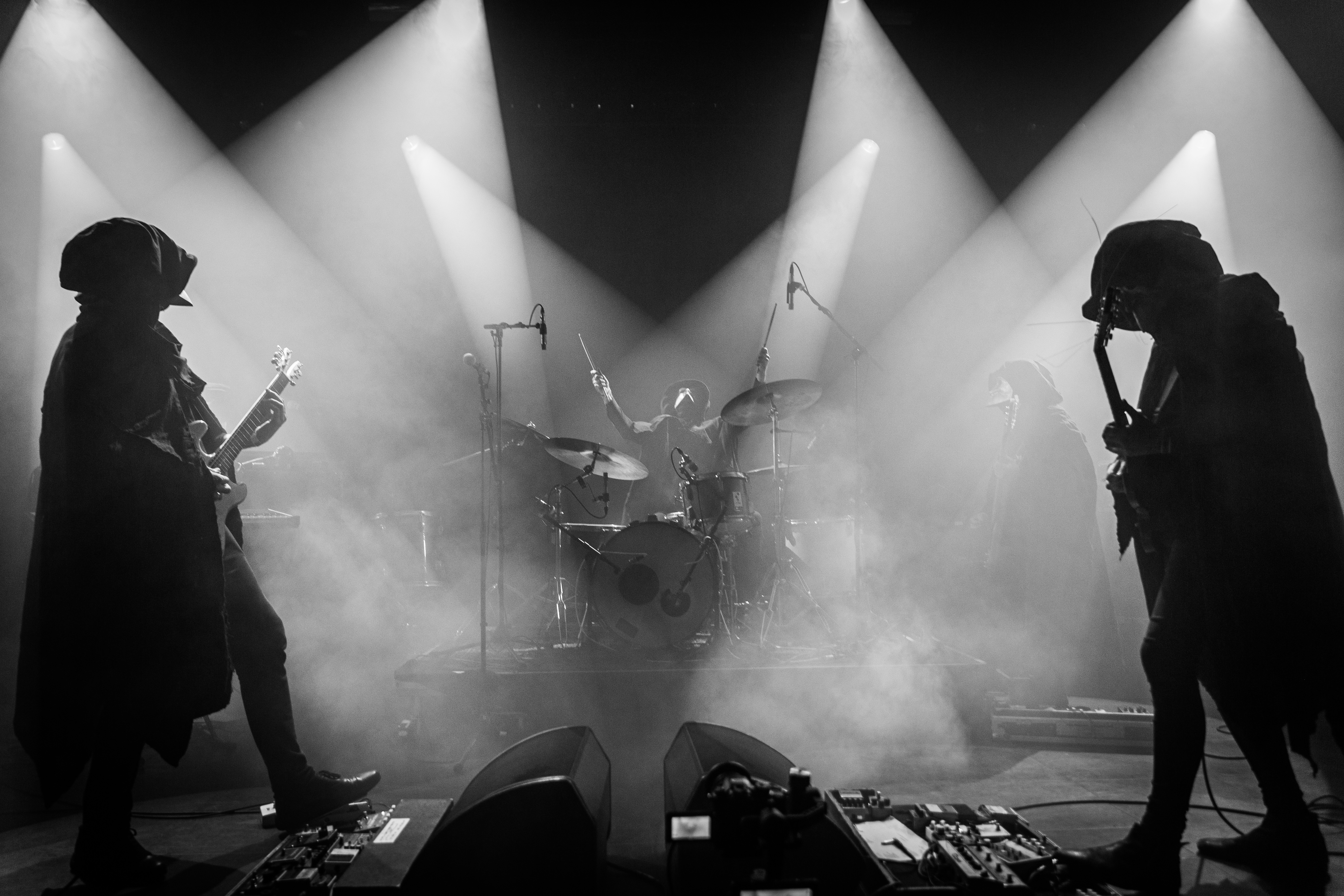
Briqueville @ Soulcrusher 2021-10-02

Briqueville is een Belgische psychedelische postmetal-band uit Steendorp (vertaald naar het Frans: Briqueville). De leden hullen zich tijdens optredens in lange gewaden en dragen maskers, en de website vermeldt geen biografische gegevens, zodat niet gekend is wie de leden van de band zijn.
In 2014 verscheen het debuutalbum Briqueville, dat vier nummers (zelf spreekt de band over 'aktes') bevat die elk ongeveer 10 minuten duren. 20 exemplaren werden begraven, waarna de band beetje bij beetje de GPS-coördinaten vrijgaf.
In 2017 verscheen het tweede album 'II', dat aktes V tot en met VII bevat.

## Discografie
- 2014 Briqueville
- 2017 II
- 2020 Quelle
- 2023 IIII